# Jornalismo de turismo
Jornalismo de turismo ou jornalismo turístico é a especialização da profissão jornalística nos fatos relacionados ao turismo, à hotelaria, aos transportes de longa distância e à indústria do entretenimento.
Teoricamente, o Jornalismo de Turismo deveria ser feito com viagens ao local de cada matéria. Como isto é caro e pouco vantajoso para os veículos de imprensa, cada vez mais as reportagens sobre o setor têm sido feitas a distância, com a apuração do repórter realizada dentro da redação, por telefone ou internet.
Parte significativa das matérias produzidas para as editorias de Turismo é feita pelos correspondentes no exterior ou mesmo em outras cidades do país.

## Temas
As pautas do Jornalismo de Turismo incluem a cobertura de eventos (festas, eventos típicos, folclore, cerimônias públicas, culturais ou religiosas, feiras, congressos, inaugurações de estabelecimentos), as instituições que geram produtos e fatos (hotéis, parques de diversões, agências de turismo, transportadoras, companhias aéreas, operadoras de cruzeiros), as políticas públicas para a área (ministérios, secretarias) e o dia-a-dia do setor.

## Brasil
No Brasil, alguns dos principais veículos (jornais e revistas) dedicados ao tema são as revistas Viagem e Turismo, da editora Abril, Família Aventura, Próxima Viagem e o jornal Folha do Turismo, no Rio de Janeiro. A revista estadunidense National Geographic é republicada pela editora Abril, além da extinta Geográfica Universal, da Bloch Editores.
As editorias de turismo dos principais jornais diários brasileiros são chamadas de "Viagem" no JB, "Turismo" na Folha de S.Paulo, "Viagem" em O Estado de S.Paulo,"Turismo" no Jornal da Tarde, "Boa Viagem" em O Globo, "Turismo" em O Dia, "Viagem" no Zero Hora, "Turismo" no Estado de Minas, "Viagem" no Diário de Pernambuco, "Turismo" no Correio Braziliense , "Turismo" na Gazeta do Povo, "Viagem & Lazer" no O Povo e "Turismo" no Diário do Nordeste.
Na televisão, alguns programas de referência são o Pelo Mundo (do canal Globo News) e os programas de Mel Lisboa e Bruno DeLuca.
Na internet, existe o projeto de Mestrado de Jornalismo da Universidade Federal da Paraíba que é o Jornalismo de Viagem.  O Jornalismo de Viagem tem a missão de contribuir na divulgação de regiões turísticas nacionais e internacionais, preferencialmente pouco conhecidas, por meio da aplicabilidade do jornalismo especializado de turismo estimulando os viajantes a conhecer novos lugares e assim, gerando mais renda para as regiões.